# Armadillidium cephalonicum
Armadillidium cephalonicum är en kräftdjursart som beskrevs av Hans Strouhal 1929. Armadillidium cephalonicum ingår i släktet Armadillidium och familjen klotgråsuggor. Inga underarter finns listade i Catalogue of Life.